# Dieter Eißel
Dieter Eißel (* 1941) ist ein deutscher Politikwissenschaftler.

## Leben
Er absolvierte 1964 bis 1967 ein Lehramtsstudium in Gießen und danach bis 1971 ein politikwissenschaftliches Studium am Otto-Suhr-Institut in Berlin mit dem Abschluss Diplompolitologe. Nach der Promotion 1976 über Bildungsökonomie und der Habilitation 1982 über politische Theorien, Arbeitsmarkt und Bildungssystem wurde er 1989 außerplanmäßiger Professor für Politikwissenschaft an der Universität Gießen.
Seine Arbeitsgebiete sind Wirtschafts- und Sozialpolitik (Finanzen, Steuern, Arbeitsmarkt, Soziales), Umweltpolitik, Kommunal- und Regionalpolitik, Europastudien und politische Theorien (insbes. Reichtum, Eigentum, Partizipation, Netzwerke).

## Schriften (Auswahl)
- Arbeitsmarkt und Bildungspolitik. Theorien und Praxis der Bildungsplanung. Frankfurt am Main 1977, ISBN 3-593-32217-X.
- Eigentum. Baden-Baden 1978, ISBN 3-7971-0180-5.
- Verteilung: Einkommen und Vermögen. Schwalbach am Taunus 2011, ISBN 978-3-89974-711-9.
- National- und Wohlfahrtsstaat: Herausforderungen und Perspektiven. Brandenburg 2013, ISBN 978-3-86946-173-1.